# IMPG1
IMPG1‏ (Interphotoreceptor matrix proteoglycan 1) هوَ بروتين يُشَفر بواسطة جين IMPG1 في الإنسان.